# Xanthaciura phoenicura
Xanthaciura phoenicura är en tvåvingeart som först beskrevs av Friedrich Hermann Loew 1873.  Xanthaciura phoenicura ingår i släktet Xanthaciura och familjen borrflugor. Inga underarter finns listade i Catalogue of Life.